# مسجد سيدي علي الذيب
مسجد سيدي علي الذيب. أقدم مسجد في مدينة سكيكدة يقع في شوارع وسط المدينة تأسس عام 1843، وسمي بهذا الاسم نسبة إلى الشيخ الصالح ومعلم القرآن محمد علي الذيب الذي تزامن وجوده مع العهد التركي، حيث استقر بهضبة برج حمام (بوعباز) بمرتفعات سكيكدة، وأنجز مدرسة لتعليم القرآن واستمر تعليمه إلى غاية وفاته، وبعد زيادة تردد الناس على ضريح الأديب تبركا به قام الاستعمار الفرنسي الذي كان له ثكنة عسكرية متواجدة بالقرب من مكان الضريح وحتى لا يكشف أمرها بنقل ضريحه من هضبة برج حمام إلى منطقة الأمل، أين تم بناء هذا المسجد الذي تدوال عليه عدد من الشيوخ الكبار أمثال “سي خريف صحرواي “، والشيـخ “زايد بونوارة” والمرحوم الشيخ العلوني وعام 1935 ألقى فيه العلامة عبد الحميد بن باديس درسا. هذا، ويحتوي المسجد حاليا على مكتبة ومدرسة لتحفيظ القرآن وجناح لتدريس النساء وآخر للمطالعة الداخلية وجناح خاص بمحو الأمية.

## وصلات خارجية
- مسجد سيدي الذيب … من أعتق المساجد بولاية سكيكدة على يوتيوب.